# 珍妮纺纱机

在德国伍珀塔尔博物馆的珍妮纺纱机模型

珍妮纺纱机（英語：Spinning Jenny）是英国布莱克本织工詹姆斯·哈格里夫斯（James Hargreaves）在1764年左右发明的现代机械纺纱机，是工业革命的早期成果之一，被德國哲學家弗里德里希·恩格斯（Friedrich Engels）誉为“使英国工人的状况发生根本变化的第一个发明”。
尽管有传说描述“珍妮”纺纱机的名称得名于哈格里夫斯的妻子或女儿，但是他的妻子和几个女儿都不叫“珍妮”，Jenny更可能来源于engine的缩写。
珍妮（竖式多锭手工）纺纱机用于纺纱，是织布前的一个重要工序。